# Porta Susa
Porta Susa M1 - stacja turyńskiego metra zlokalizowana w ścisłym centrum miasta na południe od Piazza XVIII Dicembre. Budowa przystanku powinna zakończyła się w 2011 roku. Stacja swą nazwę zawdzięcza sąsiedztwu dworca Torino Porta Susa.